# 日韓シャトル外交
日韓シャトル外交（にっかんシャトルがいこう）とは、日本の内閣総理大臣と韓国大統領が年1回相互訪問し、両国間の課題を話し合おうというもの。当初はリゾート地のようなところで気軽に行うことを目的に2004年7月の済州島を手始めに、2004年12月指宿市、2005年6月ソウル市と3回行われたが、靖国問題（小泉純一郎総理大臣の5回目の靖国参拝かつ、2005年は終戦の日である8月15日の参拝）などにより、いったん廃止された。2008年2月26日、韓国の李明博が大統領就任後初の日韓首脳会談でシャトル外交の再開に合意したことで2008年4月21日、3年ぶりに復活した。
韓国併合100年にあたる2010年は韓国内の反日感情が高まり、菅直人・李明博の間でシャトル外交は実現しなかった。翌2011年には、野田佳彦・李明博の間でシャトル外交が行われたが、2012年8月には李明博が竹島に上陸。その後も日韓関係は悪化し、シャトル外交が長らく途絶えたままとなった。
2023年3月16日、岸田文雄総理と尹錫悦大統領が日韓首脳会合を行い、シャトル外交を再開することで一致した。
合意に基づき、岸田文雄が5月7日～8日に韓国を訪問し、シャトル外交が12年ぶりに再開された。
|       | 日程           | 主催地             | 日本側首脳 | 韓国側首脳 |
| ----- | -------------- | ------------------ | ---------- | ---------- |
| 第1回 | 2004年7月21日  | 韓国・済州道       | 小泉純一郎 | 盧武鉉     |
| 第2回 | 2004年12月17日 | 日本・指宿市       | 小泉純一郎 | 盧武鉉     |
| 第3回 | 2005年6月20日  | 韓国・ソウル特別市 | 小泉純一郎 | 盧武鉉     |
| 第4回 | 2008年4月21日  | 日本・東京都       | 福田康夫   | 李明博     |
| 第5回 | 2009年1月12日  | 韓国・ソウル特別市 | 麻生太郎   | 李明博     |
| 第6回 | 2009年6月28日  | 日本・東京都       | 麻生太郎   | 李明博     |
| 第7回 | 2009年10月9日  | 韓国・ソウル特別市 | 鳩山由紀夫 | 李明博     |
| 第8回 | 2011年12月18日 | 日本・京都市       | 野田佳彦   | 李明博     |
| 第9回 | 2023年5月7日   | 韓国・ソウル特別市 | 岸田文雄   | 尹錫悦     |